# Cuscuta orbiculata
Cuscuta orbiculata är en vindeväxtart som beskrevs av Truman George Yuncker. Cuscuta orbiculata ingår i släktet snärjor, och familjen vindeväxter. Inga underarter finns listade i Catalogue of Life.